# مهمة إعادة توجيه الكويكب

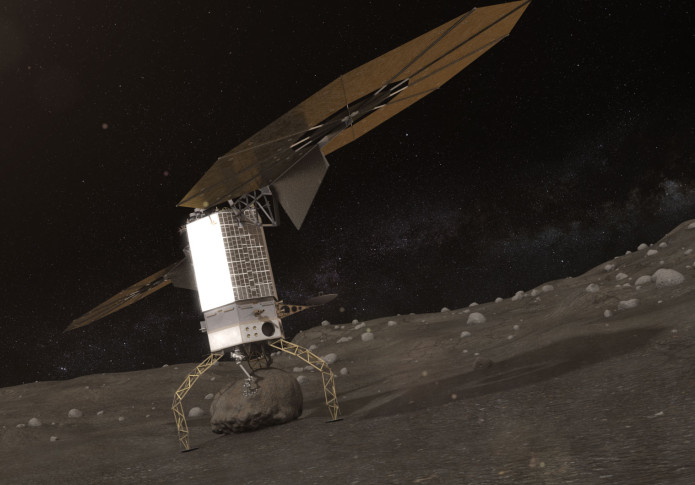

كانت مهمة إعادة توجيه الكويكب (إي آر إم)، المعروفة أيضاً بمهمة استرداد الكويكب واستخدامه (إي آر يو) وأيضاً بمبادرة الكويكب هي اقتراح من ناسا عام 2013. ستلتقي مركبة المهمة الروبوتية لإحضار الكويكب (إي آر آر إم) مع كويكب كبير بجانب الأرض، وستُستخدم أذرع آلية مع قوابض مرتكزة من لإحضار صخرة بطول أربعة أمتار من الكويكب.
ستصف المركبة الفضائية الكويكب وتبين تقنية دفاع كوكبية واحدة على الأقل قبل نقل الصخرة إلى مدار قمري ثابت، حيث يمكن تحليلها عن طريق مسابر روبوتية، وعن طريق بعثة مستقبلية مع طاقم على متنها، «المهمة المأهولة لإعادة توجيه الكويكب» (إيه آر سي إم). إن مُوِّلت المهمة، فسيكون الإطلاق في ديسمبر عام 2021. مع أهداف إضافية باختبار عدد من الإمكانيات التي يحتاجها البشر من أجل البعثات المستقبلية في الفضاء السحيق، بما في ذلك المحركات الأيونية المتطورة.
تطلبت ميزانية ناسا لعام 2018 إلغاء المهمة، أُعطيت المهمة إشعاراً بإلغاء التمويل في أبريل 2017، وأعلنت ناسا عن إنهاء المهمة في 13 يونيو عام 2017. ستستمر التقنيات الجديدة التي تُطوَّر من أجل المهمة، وخاصةً نظام دفع المحركات الأيونية الذي سيُنقل على متن مركبة المهمة.

## الأهداف
تهدف مهمة إعادة توجيه الكويكب بشكل رئيس إلى تطوير إمكانيات استكشاف الفضاء الخارجي السحيق التي نحتاجها من أجل التحضير للمهمات المأهولة إلى المريخ ووجهات أخرى في النظام الشمسي لمسارات ناسا المرنة في رحلتها إلى المريخ.

### بادرة المريخ
يمكن أن تقلل مهمات السحب الفضائية التي تساعد في فصل الطاقم عن الإمدادات غير المحددة بوقت معين إلى المريخ التكاليف بنسبة 60%، (إذا استُخدم الدفع الكهربائي الشمسي المتطور «المحركات الأيونية»). ويمكن أن تقلل المخاطر الإجمالية للمهمة أيضا عن طريق تمكين فحص الأنظمة الحساسة على سطح السفينة الفضائية قبل مغادرة الطاقم.
لن تُطبّق تقنيات الدفع الكهربائي الشمسي وتصاميمه فقط في المهمات المستقبلية، بل ستوضع أيضاً مركبة إي آر يو في مدار ثابت ليعاد استخدامها. حدد المشروع أيضاً أياً من الإمكانيات المتعددة للتزود بالوقود سيستخدم. ستتوضع حمولة الكويكب على أحد طرفي المركبة الفضائية، لاحتمالية استبدالها وإزالتها خلال الصيانة المستقبلية، أو استعمالها بصفتها مركبة فضائية قابلة للفصل، تاركة جرارا فضائيا مؤهلا في الفضاء القريب.

### عمليات الفضاء السحيق المستمرة والمتوسعة
ستبرهن المهمات الآلية المأهولة القدرات لتجاوز مدار الأرض، مع احتمالية العودة خلال أيام. يشكل المدار القمري البعيد الذي يشمل نقاط لاغرانج للأرض والقمر بشكل أساسي عقدة للهروب من نظام الأرض. وسيكون أفضل إن أُحضرت وحدة التعزيز الاستكشافي للإقامات البشرية الطويلة، أو بالإمكان عن طريق وحدة إس إي بّي في مركبة إيه آر آر إم. يمكن للمهمات المأهولة خلال رحلة عودتها من المريخ أن تحضر أطنانا من الكتل عن طريق التقاطها في المدار القمري البعيد ونقلها إلى مركبة أوريون للعودة إلى الأرض مرة أخرى.

### الأهداف الإضافية
الهدف الثانوي هو تطوير التكنولوجيا المطلوبة لإحضار كويكب صغير بالقرب من الأرض إلى مدار قمري «يمكن اعتبار الكويكب مكافأة». يُمكن أن يُحلل بواسطة طاقم إوريون إي إم 5 أو مهمة إي إم 6 في مهمة إيه آر سي إم عام 2026.
تتضمن الأهداف الإضافية للمهمة إظهار قدرة تقنيات الدفاع الكوكبي على حماية الأرض في المستقبل، مثل استخدام المركبة الفضائية الروبوتية لحرف الكويكبات التي من الممكن أن تشكل خطراً على الأرض. يُعَد حرف الكويكب انتزاعا للكويكب ونقله مباشرةً، وأيضاً استخدام تقنيات جرار الجاذبية بعد الحصول على صخرة من سطحه لزيادة الكتلة «جرار الجاذبية المحسن».
ستختبر المهمة أيضاً أداء الدفع الكهربائي الشمسي المتطور «المحركات الأيونية»، وتقنية الليزر ذات النطاق الواسع في الفضاء. ستساعد هذه التقنيات الجديدة في إرسال كميات كبيرة من البضائع والمستوطنين والمواد الدافعة إلى المريخ قبل المهمة المأهولة إلى المريخ، أو/و قمر المريخ فوبوس.

## نظرة عامة على المركبة
ستهبط المركبة على كويكب ضخم وستمسك المقابض في نهاية الأذرعة الروبوتية صخرة من سطح كويكب كبير. ستحفر المقابض في الصخرة لتمسك بها بشكل جيد. ستُسخدم الحفرة في الإمساك النهائي بالصخرة في آلية الالتقاط. بمجرد أن يؤمَّن على الصخرة، ستنسحب الساقين وتوفر صعوداً أولياً دون الحاجة لاستخدام محركات الدفع.

### قوة الدفع
ستُدفع المركبة الفضائية بواسطة الدفع الكهربائي الشمسي المتطور. ستُوفر الكهرباء عن طريق الألواح الشمسية ذات كفاءة عالية من طراز ألترا فليكس (50  كيلو واط).
يستخدم المحرك الأيوني المتطور 10% من وقود الدفع الذي تحتاجه الصواريخ الكيميائية المكافئة، يمكنه أن يعطي ثلاثة أضعاف قوة التصاميم السابقة، وبزيادة الكفاءة بنسبة 50%. ستستخدم تأثير هال، الذي يوفّر تسارعاً منخفضاً لكنه يستطيع الاشتعال بشكل مستمر لعدة سنوات دافعاً كتلةً كبيرة بسرعة عالية. تحتجز محركات الدفع التي تعمل بتأثير هال الإلكترونات ضمن مجال مغناطيسي، وتستخدمها في تأيين غاز الكزينون المستخدم باعتباره مادة للدفع على متن المركبة. يولد المجال المغناطيسي مجالاً كهربائياً، ما يسرع الأيونات المشحونة مشكلاً عموداً من البلازما يدفع المركبة الفضائية إلى الأمام. يوفر مفهوم المركبة الفضائية كتلة جافة حوالي 5.5 طن، ويمكنها تخزين 13 طن من الكزينون المستخدم وقوداً للدفع.
تبلغ طاقة كل من محركات الدفع من 30 حتى 50 كيلو واط، ويمكن الجمع بين عدة محركات لزيادة طاقة المركبة الفضائية إس إي بّي. حالياً يُبحث ويُطوّر محرك يمكن أن تصل قوته إلى 300 كيلو واط أو أكثر بواسطة شركة نورثروب غرومان بالاشتراك مع مختبرات سانديا الوطنية وجامعة ميشيغان. يدير المشروع مركز أبحاث ناسا غلين.
بالنسبة للوجهة، يمكن تشكيل نظام إس إي بّي، لتوفير الطاقة للحفاظ على الأنظمة أو منع غليان الوقود قبل وصول الطاقم.
لكن نظام الدفع الكهربائي الشمسي المؤهل للتحليق الموجود حالياً في مستويات من 1 إلى 5 كيلو واط. ستطلب مهمة شحن إلى المريخ حوالي 100 كيلو واط، ومن 150  إلى 300 كيلو واط للرحلات المأهولة. 

## الجدول الزمني المقترح
كانت الخطة في الأصل في 2017، ثم 2020، ثم أُجّلت لديسمبر 2021. أُعطيت المهمة إشعاراً بإلغاء التمويل في أبريل 2017. ستكون مركبة الإطلاق إما دلتا آي في هيفي، أو إس إل إس، أو هيفي فالكون. ستصل الصخرة إلى المدار القمري في أواخر عام 2025.

## الكويكب الهدف
يوجد حتى 27  أكتوبر عام 2017 16950  من الكويكبات المعروفة بالقرب من الأرض، وقد اكتشفتها فرق بحث مختلفة وصنفتها على أنها أجسام من المحتمل أن تكون خطيرة. لم تكن ناسا قد حددت هدفا لبعثة إيه آر إم حتى بدايات العام 2017. لكنها استخدمت كويكباً قريبا من الأرض لأغراض المحاكاة والتخطيط يُدعى (341843) 2008 إي في 5  ذي قطر يبلغ حوالي 400  متر (1300 قدم)؛ لالتقاط صخرة منه يبلغ قطرها فقط 4 أمتار (13 قدم). الكويكبات الأساسية الأخرى المرشحة هي إيتوكاوا، بينو، ورايوجو.
يبلغ قطر الصخرة الكربونية التي التقطتها المهمة ستة أمتار و 20 طن بأقصى حد، وهي صغيرة جداً لتسبب الأذى للأرض لأنها ستحترق في الغلاف الجوي. سيضمن إعادة توجيه كتلة الكويكب إلى مدار بعيد حول القمر عدم اصطدامه بالأرض وأيضاً بقاءه في مدار مستقر من أجل الدراسات المستقبلية.